# Kompozyt (wzorzec projektowy)
Kompozyt – strukturalny wzorzec projektowy, którego celem jest składanie obiektów w taki sposób, aby klient widział wiele z nich jako pojedynczy obiekt.

## Przykładowe zastosowanie
Wzorzec ten stosuje się, gdy wygodniej jest korzystać z pewnych operacji dla danego obiektu w ten sam sposób jak dla grupy obiektów, np. rysując na ekranie prymitywy lub obiekty złożone z prymitywów; zmieniając rozmiar zarówno pojedynczych prymitywów jak i obiektów złożonych z prymitywów (z zachowaniem proporcji).

## Struktura wzorca

Diagram klas wzorca Kompozyt

Wzorzec wyróżnia następujące elementy:
- Component - klasa abstrakcyjna reprezentująca pojedyncze obiekty Leaf, jak i kontenery tych obiektów.
- Leaf - typ prosty - nie ma potomków.
- Composite - przechowuje obiekty proste (Leaf), implementuje zachowanie elementów, które zawiera.

Composite jak i Leaf dziedziczy po tym samym interfejsie co pozwala na dostęp do obiektów prostych w ten sam sposób jak do grupy tych obiektów. Użytkownik może przeprowadzać operacje na pojedynczym obiekcie, jak i na grupie obiektów reprezentowanych tym wzorcem. Zgodnie z oryginalnym opisem wzorca, zarówno klasa Component jak i Composite zawiera metody operujące na komponentach podrzędnych, które są przechowywane w klasie Composite. Nowsze opisy umieszczają te metody tylko w klasie Composite.

## Konsekwencje stosowania
- Umożliwia definiowanie hierarchii z obiektów prostych i złożonych
- Upraszcza kod klientów
- Ułatwia dodawanie komponentów nowego rodzaju
- Może sprawić, że projekt stanie się zanadto ogólny[3]

## Podobne wzorce
Łańcuch zobowiązań, pyłek.